# Dicranomyia (Dicranomyia) torrens
Dicranomyia (Dicranomyia) torrens is een tweevleugelige uit de familie steltmuggen (Limoniidae). De soort komt voor in het Australaziatisch gebied.